# Kenemich River
Der Kenemich River oder Tshenuamiu-shipiss (aus der Innu-Sprache) ist ein etwa 110 km langer Zufluss des Lake Melville im Süden der Labrador-Halbinsel in der kanadischen Provinz Neufundland und Labrador.

## Flusslauf
Der Kenemich River hat seinen Ursprung in einem namenlosen 560 m hoch gelegenen See in den Mealy Mountains, 20 km vom Südufer des Lake Melville entfernt. Der Kenemich River fließt anfangs 10 km in südlicher Richtung. Anschließend wendet er sich in Richtung Westsüdwest. Er fließt 40 km fast schnurgerade längs einer Verwerfung und verlässt schließlich das Gebirge. Auf den unteren 50 Kilometern strömt der Kenemich River nach Norden und weist ein mäandrierendes Verhalten mit zahlreichen Flussschlingen auf. Etwa 3 km weiter westlich fließt der wesentlich größere Fluss Kenamu River ebenfalls nach Norden. Beide Flüsse münden in das Nordufer des Lake Melville. Die Mündungen liegen gerade mal 5 km voneinander entfernt. Der Kenemich River besitzt eine kleine Mündungsbucht, das Carter Basin. 21 km westnordwestlich auf der gegenüberliegenden Uferseite des Lake Melville befindet sich die Gemeinde North West River. Der Kenemich River entwässert ein Areal von 699 km². Die oberen 40 Flusskilometer des Kenemich River befinden sich innerhalb des Akami-Uapishkᵁ-KakKasuak-Mealy-Mountains-Nationalparks. 

## Flussfauna
Im Kenemich River wurden folgende Fischarten nachgewiesen: Atlantischer Lachs, Bachsaibling (anadrome und nicht-anadrome Form) und nicht näher spezifizierte Karpfenfische (Cyprinidae). Der Lachsbestand im Flusssystem wird als ungefährdet betrachtet.